# 전자 티켓

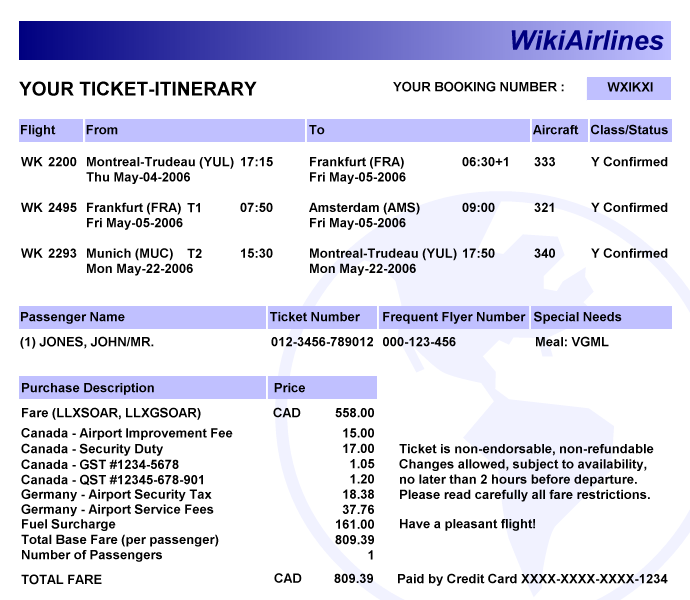

전자 티켓(電子航空券)은 티켓 형태 중 하나로, 웹사이트 등으로 좌석 예약을 전자적으로 기록한 것이다. 전자 티켓은 항공, 철도 및 기타 운송 및 엔터테인먼트 산업에 종사하는 회사의 티켓 입력, 처리 및 마케팅 방법이기도 하다.